# 鼠小僧次郎吉 (大佛次郎)
『鼠小僧次郎吉』（ねずみこぞうじろきち）は、大佛次郎が1931年（昭和6年）に発表した義賊・鼠小僧をモチーフにした時代小説であり、同作を原作とし、1932年（昭和7年）製作・公開、衣笠貞之助（正篇）・秋山耕作（解決篇）監督による日本の長編劇映画、サイレント映画、剣戟映画であり、リメイクされて1933年（昭和8年）製作・公開、山中貞雄、1965年（昭和40年）製作・公開、三隅研次、それぞれの監督による日本の長編劇映画である。1983年（昭和58年）には、鷹森立一監督によるテレビ映画へのリメイクもなされた。

## 略歴・概要
小説『鼠小僧次郎吉』の初出は、1931年（昭和6年）、雑誌『講談倶楽部』（講談社）1月号からの18回にわたる連載である。単行本は、1947年（昭和22年）、東京の出版社新潮社から出版されている。小説『鼠小僧次郎吉』は、大佛の著作権が消滅していないため青空文庫には収められていない。
映画『鼠小僧次郎吉』のうち、1932年版と1933年版の2作のサイレント映画の上映用プリントは、東京国立近代美術館フィルムセンターに所蔵されておらず、マツダ映画社も所蔵していない。後者に関しては『鼠小僧次郎吉 中篇 道中の巻』のうち、30秒のフィルム断片（玩具フィルム）が発見されており、大阪芸術大学藝術研究所の「玩具映画および映画復元・調査・研究プロジェクト」がこれを復元してサイレント・30秒尺のプリントとして所有・公開している。1965年版に関しては、ビデオグラムがリリースされた形跡はない。

## 1932年版
『鼠小僧次郎吉』（ねずみこぞうじろきち）、『鼠小僧次郎吉 解決篇』（ねずみこぞうじろきち かいけつへん）は、1932年（昭和7年）製作・公開、衣笠貞之助（正篇）・秋山耕作（解決篇）監督による日本の長編劇映画、サイレント映画、剣戟映画である。上記の通り、フィルムは現存していない。

### スタッフ・作品データ
- 監督：正篇 衣笠貞之助 / 解決篇 秋山耕作
- 脚本：木村富士夫
- 原作：大佛次郎
- 撮影：正篇 杉山公平 / 解決篇 片岡清
- 上映時間（巻数 / メートル）：正篇 111分[7]（10巻） / 解決篇 89分[7]（8巻）
- フォーマット：白黒映画 - スタンダードサイズ（1.33:1） - サイレント映画
- 初回興行：浅草・帝国館

### キャスト
- 林長二郎 - 鼠小僧次郎吉・浪人小谷新九郎（二役）
- 尾上栄五郎 - 立見雄一郎
- 志賀靖郎 - 太田黒嘉平次（権勢家）
- 堀正夫 - 梵字の安五郎（悪親分）
- 大林梅子 - その妾お滝
- 関操 - 伊勢屋主人重三郎
- 井上久栄 - 娘お小夜
- 和田宗右衛門 - 百姓与右衛門
- 風間宗六 - 倅与茂七
- 飯塚敏子 - 娘お千代
- 山本馨 - 長屋の勘五郎
- 永井柳太郎 - 銀的の寅

## 1933年版
『鼠小僧次郎吉』（ねずみこぞうじろきち）は、1933年（昭和8年）製作・公開、山中貞雄監督による日本の長編劇映画、サイレント映画、剣戟映画である。「前篇 江戸の巻」「中篇 道中の巻」「後篇 再び江戸の巻」の3作が製作され、それぞれ公開された。本作は上映用プリントが現存しておらず、上記の通り中篇の30秒のフィルム断片のみ発見されている。

### スタッフ・作品データ
- 監督・脚本：山中貞雄
- 原作：大佛次郎
- 撮影：吉田清太郎
- 上映時間（巻数 / メートル）：前篇 66分[7]（8巻 / 1,832メートル） / 中篇 59分[7]（7巻 / 1,631メートル） / 後篇 81分[7]（9巻 / 2,223メートル）
- フォーマット：白黒映画 - スタンダードサイズ（1.33:1） - サイレント映画
- 初回興行：前篇 / 後篇新宿・帝都座、中篇 浅草・富士館

### キャスト
- 大河内伝次郎 - 鼠小僧次郎吉・長沢屋勘右衛門・大阪屋仁吉（三役）
- 清川荘司 - 乾分提灯亀
- 星ひかる - 乾分辰公
- 高勢実乗 - 梵字の安五郎
- 中村英雄 - 政吉
- 芝田新 - 須走りの虎吉
- 鳥羽陽之助 - 一石橋の清次
- 寺島貢 - 改代町の長五郎
- 賀川清 - 太田黒嘉平次
- 秋月龍 - 真鶴の栄造
- 陸大洲 - 河内屋清兵衛
- 杉浦くに - 糊屋の婆さん
- 小川雪子 - 梵字の妾お滝
- 大倉千代子 - お小夜
- 高津愛子 - お鈴

## 1965年版
『鼠小僧次郎吉』（ねずみこぞうじろきち）は、1965年（昭和40年）製作・公開、三隅研次監督による日本の長編劇映画、剣戟映画である。

### スタッフ・作品データ
- 企画：斎藤米二郎、財前定生
- 監督：三隅研次
- 原作：大佛次郎
- 脚本：新藤兼人
- 撮影：牧浦地志
- 照明：古谷賢次
- 美術：内藤昭
- 録音：大谷巖
- 編集：菅沼完二
- 音楽：鏑木創
- 助監督：友枝稔議
- 上映時間（巻数 / メートル）：77分（8巻 / 2,090メートル）
- フォーマット：イーストマン・コダックカラー - 大映スコープ（2.35:1） - モノラル録音

### キャスト
- 林与一 - 鼠小僧・小谷新九郎
- 姿美千子 - 小夜
- 長谷川待子 - お滝
- 明星雅子 - 若い娘
- 伊藤孝雄 - 立見雄一郎
- 藤村志保 - お咲
- 工藤堅太郎 - 虎吉
- 須賀不二男 - 太田黒喜平次
- 千波丈太郎 - マムシの清次
- 神田隆 - 梵字の安五郎
- 遠藤辰雄 - 土方の親分・仁三
- 伊達三郎 - 鎌倉河岸の藤太郎
- 香川良介 - 伊勢屋金三郎
- 浜村純 - 長沢屋
- 白木みのる - 大阪屋の小僧・太一
- 桜京美 - 大阪屋の女中・お花
- 夢路いとし - 合力の寺門三左衛門
- 喜味こいし - 香具師五郎七
- 矢島陽太郎 - 亀
- 越川一 - 辰
- 細谷新吾 - 金太
- 沖時男 - 駒込の喜蔵
- 東良之助 - 乞食の勘五郎
- 春日清 - 網町の久七
- 千石泰三 - 用心棒
- 黒木英男 - 源太
- 近江輝子 - 女房お勝
- 橘公子 - 船宿のかみさん
- 小林加奈枝 - 崖下のかみさん

## テレビ映画
『鼠小僧次郎吉 必殺の白刃』（ねずみこぞうじろきち ひっさつのはくじん）は、1983年（昭和58年）製作・放映された日本のテレビ映画である。1965年版と同じく林与一主演、新藤兼人脚本で、鷹森立一監督により『時代劇スペシャル』の枠で2時間・1話完結作品として放映された。
- 製作・放映：フジテレビジョン
- 放送日：1983年3月25日
- 放送時間：20時02分 - 21時48分
- 原作：大佛次郎
- 脚本：新藤兼人
- 監督：鷹森立一
- 出演：林与一、鹿賀丈史、朝加真由美、下條アトム、小林稔侍、八名信夫、殿山泰司、樋浦勉、三角八朗、根岸季衣

## ビブリオグラフィ
国立国会図書館蔵書。
- 小説
  - 『鼠小僧次郎吉』、新潮社、1932年
  - 『鼠小僧次郎吉』、鷺ノ宮書房、1948年
  - 『大仏次郎時代小説選集 第3巻』、同光社磯部書房、1952年
  - 『鼠小僧次郎吉』、同光社、1956年
  - 『鼠小僧次郎吉』、光風社、1965年
  - 『日本伝奇名作全集 第2』、番町書房、1970年
  - 『鼠小僧次郎吉』、光風社書店、1972年
  - 『大仏次郎時代小説全集 第12巻』、朝日新聞社、1976年
  - 『鼠小僧次郎吉』、徳間書店、1988年 - 徳間文庫 ISBN 4195985846
  - 『鼠小僧次郎吉』、朝日新聞社、2005年 - 大佛次郎時代小説全集 第12巻 ISBN 4861430119
- シナリオ
  - 『山中貞雄作品集 1』、実業之日本社、1985年 ISBN 4408410268
  - 『山中貞雄作品集』、実業之日本社、1998年 ISBN 4408102857

## 註
1. ↑  時代小説初出年表、大佛次郎研究会、2010年1月19日閲覧。
2. ↑  鼠小僧次郎吉、国立国会図書館、2010年1月19日閲覧。
3. 1 2  OPAC NDL 検索結果、国立国会図書館、2010年1月19日閲覧。
4. ↑  所蔵映画フィルム検索システム、東京国立近代美術館フィルムセンター、2010年1月19日閲覧。
5. ↑  主な所蔵リスト 劇映画=邦画篇、マツダ映画社、2010年1月19日閲覧。
6. ↑  生誕百年 映画監督 山中貞雄 鼠小僧次郎吉 道中の巻、東京国立近代美術館フィルムセンター、2010年1月19日閲覧。
7. 1 2 3 4 5  Film Calculator 換算結果、コダック、2010年1月19日閲覧。
8. ↑  鼠小僧次郎吉、テレビドラマデータベース、2010年1月19日閲覧。